# آلفردو پالاسیو
لوئیس آلفردو پالاسیو گونسالس (اسپانیایی: Luis Alfredo Palacio González‎؛ زادهٔ ۲۲ ژانویهٔ ۱۹۳۹ – درگذشتهٔ ۲۲ مه ۲۰۲۵) یک سیاستمدار اهل اکوادور بود که از ۲۰ آوریل ۲۰۰۵ تا ۱۵ ژانویه ۲۰۰۷ رئیس‌جمهور اکوادور و از ۱۱ نوامبر ۱۹۹۴ – ۱۰ اوت ۱۹۹۶ وزیر بهداشت اکوادور بود.
آلفردو پالاسیو در ۲۲ مه ۲۰۲۵، در سن ۸۶ سالگی درگذشت.